# Liste der Monuments historiques in Goetzenbruck
Die Liste der Monuments historiques in Goetzenbruck führt die Monuments historiques in der französischen Gemeinde Goetzenbruck auf.

## Liste der Bauwerke
| Bezeichnung            | Beschreibung | Standort             | Kennzeichnung | Schutzstatus | Datum | Bild |
| ---------------------- | ------------ | -------------------- | ------------- | ------------ | ----- | ---- |
| Chapelle des Verreries | 1724 erbaut  | Rue de Bitche (Lage) | PA00106771    | Inscrit      | 1978  |      |